# Jorge Valdemar de Dinamarca
El príncipe Jorge Valdemar Carlos Absalón de Dinamarca e Islandia (16 de abril de 1920, Palacio Bernstorff - 29 de septiembre de 1986, Copenhague) fue un príncipe danés e islandés.

## Primeros años
El príncipe Jorge era el hijo mayor del príncipe Absalón de Dinamarca (hijo del príncipe Valdemar de Dinamarca) y de la princesa Margarita de Suecia. Era bisnieto de los reyes Cristián IX de Dinamarca y de Óscar II de Suecia y Noruega.

## Matrimonio
El 16 de septiembre de 1950, en el Castillo de Glamis, se casó con Anne, vizcondesa Anson, exesposa de Thomas, vizconde Anson, e hija del Hon. John Herbert Bowes-Lyon. Ella era sobrina de la reina Isabel, Reina Madre y prima de la Reina Isabel II del Reino Unido. La pareja no tuvo hijos.
El príncipe fue nombrado coronel en 1967. Jorge sirvió como defensa agregado en Londres, La Haya y como agregado militar, naval, aéreo en París. También ha sido Coronel Honorario del 5.º Batallón, Regimiento de la Reina de 1975 a 1986.
Fue nombrado caballero de la Orden del Elefante el 16 de abril de 1938. A diferencia de su hermano, el conde Flemming Valdemar de Rosenborg, el conservó su título de Príncipe de Dinamarca.